# Провинција Квебек (1763–1791)
Провинција Квебек (1763–1791) (фр. Province de Québec енгл. Province of Quebec) је била колонија у Северној Америци коју је створила Велика Британија 1763. године после Седмогодишњег рата. Током рата, снаге Велике Британије су освојиле француску Канаду. Као део услова Париског мировног споразума, Француска је одустала од свог права на Канаду и преговарала да уместо тога задржи мало, али богато шећером острво Гваделуп. Краљевском прокламацијом Велике Британије из 1763. Канада (део Нове Француске) је преименована у „Управа Квебек”. Нова британска провинција простирала се од обале Лабрадора на Атлантском океану, југозападно кроз долину реке Светог Лоренса до Великих језера и даље до ушћа река Охајо и Мисисипи. Делови њеног југозапада (јужно од Великих језера) су касније уступљени младим Сједињеним Државама Париским уговором (1783) по завршетку Америчке револуције, иако су Британци тамо задржали војно присуство до 1796. Године 1791. територија северно од Великих језера била је подељена на Доњу Канаду и Горњу Канаду.

## Историја
Према Прокламацији, Квебек је укључивао градове Квебек и Монтреал, као и зону која их окружује, али се није простирала тако далеко на запад до Великих језера или на север до Рупертове земље.
Године 1774. Парламент Велике Британије и премијер Фредерик Норт, су 1774. године донели Квебечки акт који је омогућио Квебеку да обнови употребу француског обичајног права (Coutume de Paris) у приватним стварима заједно са енглеским системом обичајног права, и дозвољава да католичка црква убире десетину. Законом су такође проширене границе Квебека да би укључиле државу Охајо и део државе Илиноис, од Апалачких планина на истоку, јужно до реке Охајо, на западу до реке Мисисипи и на северу до јужне границе земљишта у власништву Компанија Хадсон Беј, или дела Рупертове земље.
Преко Квебека, британска круна је задржала приступ државама Охаја и Илиноиса након што је Париским уговором (1783) препуштена контрола над овом земљом Сједињеним Државама. Добро утврђеним трговачким и војним путевима преко Великих језера, Британци су наставили да снабдевају не само своје трупе, већ и широк савез индијанских нација преко Детроита, Форт Нијагаре и Форт Мичилимакинац, све док ови положаји нису пребачени у Сједињене Државе након Џејовог споразума (1794).
Квебек је задржао свој „земљопоседнички систем” након освајања. Због прилива лојалистичких избеглица из Америчког револуционарног рата, демографија Квебека се променила и сада је укључивала значајан протестантски елемент који говори енглески који су дошли из бивших Тринаест колонија. Ови лојалисти Уједињеног Краљевства населили су се углавном у источним градовима, Монтреалу, и ономе што је тада било познато као Горња земља (Нова Француска) западно од реке Отаве. Уставни акт из 1791. поделио је колонију на два дела на реци Отави, тако да је западни део (Горња Канада) могао бити под енглеским правним системом, са већином говорника енглеског језика, а источни део је добио име Доња Канада.

## Гувернери провинције Квебек 1763–1791
Након „капитулације Монтреала” 1760. године Нова Француска је стављена под војну власт. Грађанска власт је успостављена 1764. Гувернери су били:
- Џејмс мари 1760–1766
- Гај Карлтон 1766–1778
- Фредерик Халдиманд 1778–1786[3]
- Гај Карлтон 1786–1796

Постојали су и „вице гувернери“, али то су били само заменици гувернера, и не треба их мешати са 1791. Потгувернер Квебека.
- Гај Карлтон (подгувернер Џејмсу Мареју)	1766–1768
- Хектор Теофилус де Крамахе (подгувернер Гају Карлтону)	1771–1782
- Хенри Хамилтон (подгувернер Фредерик Халдиманду)	1782–1785
- Хенри Хоп (подгувернер Дорчестеру)	1785–1788
- Алурд Кларк (подгувернер Дорчестеру)	1790

## Саветници гувернера
Провинција Квебек није имала изабрано законодавно тело и њоме је управљао директно гувернер уз савете саветнике. Савет задужен за саветовање гувернера (тада Џејмса Мареја) о свим државним пословима основан је 1764. године. „Закон о Квебеку“ је 1774.године створио „Савет за послове провинције Квебек“ да саветује гувернер за законодавне послове. Законодавно веће је служило као саветодавно веће гувернера све док законодавна скупштина није успостављена након 1791. године.